# Kantolahdensaari
Kantolahdensaari, nordsamiska: Jalŋesluohtsuálui, är en ö i Finland. Den ligger i sjön Kessijärvi och i kommunen Enare i den ekonomiska regionen Norra Lappland och landskapet Lappland, i den norra delen av landet, 1 000 km norr om huvudstaden Helsingfors. Öns area är 0,3 hektar och dess största längd är 100 meter i öst-västlig riktning.